# Monte de Piedad de Salamanca
El Monte de Piedad de Salamanca es un Monte de Piedad fundado en el año 1737. La historia de los Montes de Piedad se inicia en Italia durante el siglo XV, fruto de la iniciativa de los franciscanos y como medio para combatir la usura. Este tipo de instituciones se propagan enseguida por toda la geografía italiana, traspasando sus fronteras llegará a otras zonas europeas y, entre ellas, a la Península Ibérica.
Los Montes de Piedad pretendían ser una alternativa a los préstamos que, con elevados intereses proporcionaban los usureros. Los Montes de Piedad se instituían con un capital inicial que generalmente era depositado por personas acaudaladas de las ciudades, el propio gobierno de éstas o incluso en algunos casos, como producto de colectas populares organizadas con tal fin. 

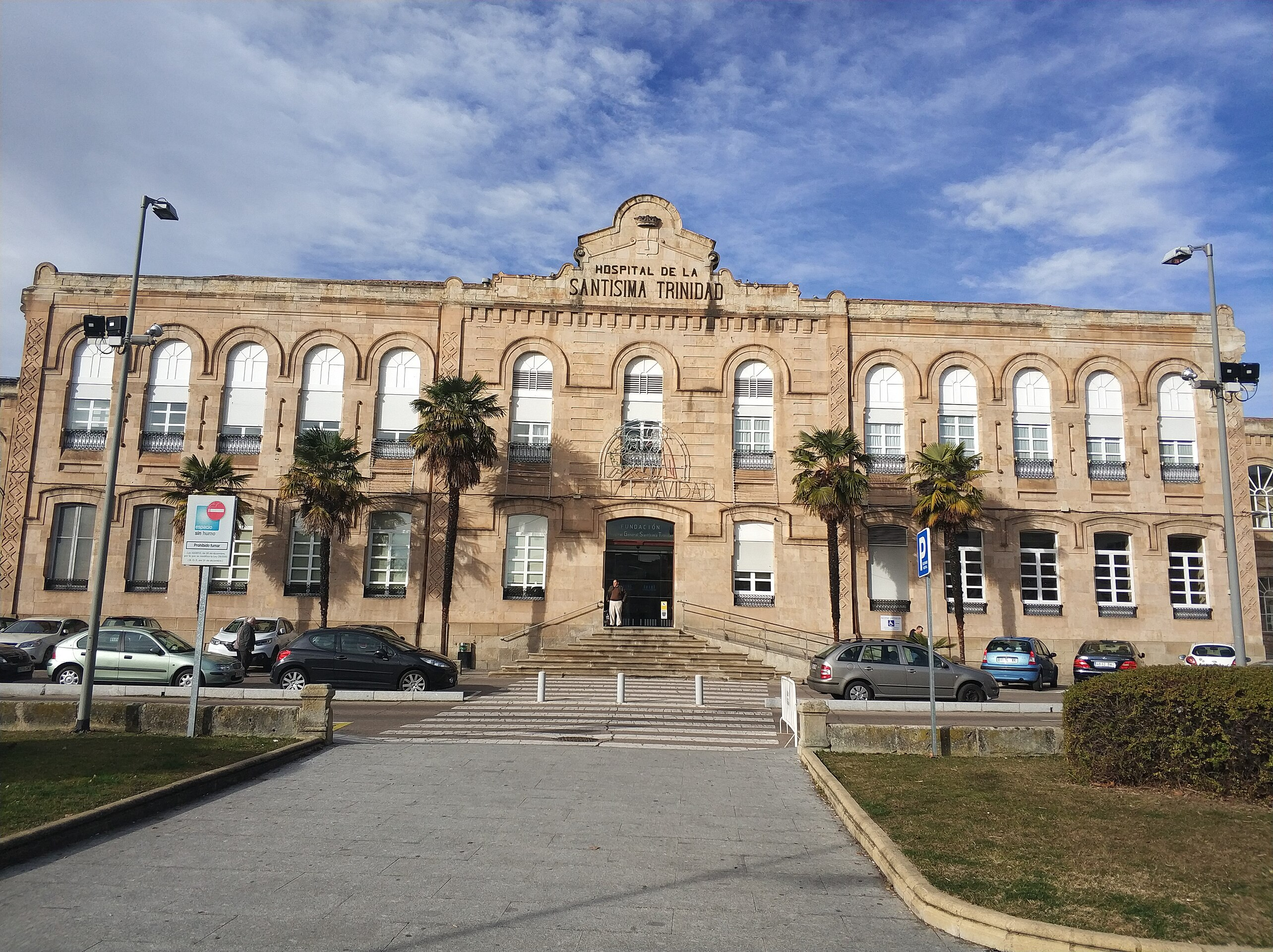

Hubo dos tipos de Montes. Los de las ciudades, denominados Montes de Piedad, concedían préstamos en metálico sobre prendas. Los de las zonas rurales, los Montes de Piedad Frumentarios, prestaban grano. 
Existieron Montes de Piedad que, aún llamándose de esta manera, principalmente, no perseguían los mismos fines con los que se idearon originalmente. Es el caso del Monte de Piedad de Salamanca que se asemeja más a una memoria testamentaría dirigida a dotar a descendientes de una línea de la familia concreta cuya vinculación al mayorazgo familiar determina el acceso a los fondos del Monte. En definitiva, el Monte de Piedad de Salamanca es un Monte con fines privados bastante diferente a aquéllos de carácter puramente caritativos.

## Origen
La escritura de fundación está fechada en 1737. José Francisco Álvarez, regidor que fue de Salamanca, la otorga en virtud del poder que le había concedido la difunta María Ana de Rueda Maldonado, su mujer. Ésta, por medio de su testamento (1730) disponía en una de sus cláusulas que con un quinto de los bienes que dejaba se instituyera esta fundación en el Hospital General de la Santísima Trinidad de Salamanca, en cuya iglesia estaba enterrada.

## Objetivo y capital inicial
El Monte nacía para a socorrer a los parientes del matrimonio, dejando al marido la decisión y responsabilidad del establecimiento de las ordenanzas que debían regirlo y los detalles de los familiares que podían beneficiarse de esta memoria. Hecho inventario de los bienes testamentarios, se estima que el quinto con el que debía fundarse el Monte eran 160.000 reales de vellón. No obstante, esta cantidad queda reducida a 110.000 reales de vellón, ya que se decide reservar 50.000 reales de vellón para los gastos del funeral. Esta cantidad se hace efectiva una parte en trigo (5.628 reales de vellón) y otra parte en metálico (8.696 reales de vellón). 

## Ordenanzas
Las ordenanzas establecidas por el fundador las cuales regirán el Monte son:
- Las rentas deben servir y convertirse en dar dotaciones a los descendientes de José y Antonio Manuel Álvarez, los dos hijos del matrimonio fundador, y a Josefa y Francisco de Rueda, sobrinos del mismo. Desaparecidas estas cuatro líneas, vinculadas a mayorazgo, las rentas servirán para ayudar a la fundación y mantenimiento del Hospital de Convalecencia, incluido en las fundaciones de dichos mayorazgos con la carga de dos misas cantadas perpetuas.
- A las hijas y demás mujeres descendientes de los hijos y sobrinos mencionados se les ha de dar para ayuda de su remedio de casadas o religiosas ejecutando antes de cumplir 25 años, 9.000 reales de vellón a cada una por una vez, sin que sea necesario para la verificación más que la fe de profesión o velaciones. Pasados los 25 años, si quedaran solteras, también se les dará la mis- ma cantidad. Si no hubiera capital y acudieran varias parientas a cobrar, debe preferirse a la más cercana, y, siendo de igual grado, a la que sea más pobre.
- Deben sacarse de las rentas de esta fundación 1.000 reales para el Hospital General y ayuda de curar a los pobres enfermos. De estos 1.000 reales el Hospital está obligado a que en su iglesia en los días de San José y Santa Ana o en su octava se digan dos misas cantadas con asistencia de toda la diputación y Patronos de Sangre, cantadas con Diacono y Subdiácono y ofrecidas por el alma de los fundadores, María Ana de Rueda y José Francisco Álvarez, y de to- dos sus demás parientes difuntos.
- Deben gozar de esta dotación los varones descendientes de José y Antonio Álvarez y Josefa y Francisco de Rueda. Los varones descendientes de los dos primeros, con 5.400 reales de vellón por una vez a los 25 años, habiendo dos, preferir al más cercano o al más pobre. Al dar esta dotación se sacaran 600 reales para decir una misa cantada en la iglesia del Santo Hospital.
- En un mismo año no podrá darse más que dos dotaciones. Si hubiera más peticiones, podrían darse, en caso de que en años anteriores no se hubieran dado, «prefiriendo a las mujeres o varones de mis hijos antes que a los de mis sobrinos». Para pagar las dotaciones no se harán autos judiciales ni informaciones de testigos.
- Las mujeres o varones que posean los mayorazgos que gocen sus hijos no recibirán las expresadas dotaciones.
- José Francisco Álvarez será el patrono del Monte mientras viva. Después le sucederán sus hijos y a éstos, sus descendientes. Serán patronos aquellos descendientes que gocen del mayorazgo familiar. Si éstas son mujeres, los patronos serán sus maridos y si fueran religiosas, podrán dar poderes. Sus sucesores en el patronato del Monte deberán nombrar un administrador que cuide de las propiedades y rentas y del estado del trigo, el cual no podrá vender sin licencia por escrito de los patronos. El administrador debe dar cuentas cada dos años. Además se nombrarán dos diputados, uno eclesiástico y otro secular pertenecientes a la diputación del Hospital General y elegidos por la misma diputación.